# Cesare di Borbone-Vendôme
Cesare di Borbone (Coucy-le-Château-Auffrique, 7 giugno 1594 – Parigi, 22 ottobre 1665), quarto duca di Vendôme, figlio illegittimo (poi legittimato nel 1595) di Enrico IV e di Gabrielle d'Estrées (1571 – 1599).

## Biografia

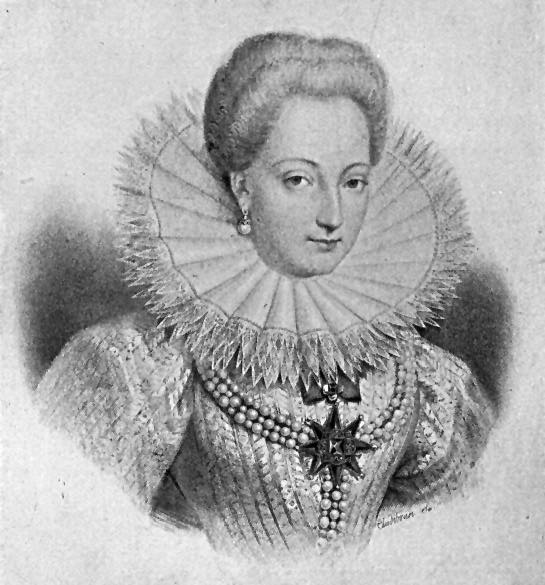
Gabrielle d'Estrées, madre di Cesare di Vendôme (incisione del XIX secolo).

Il padre, che fu già duca di Vendôme prima di diventare re di Francia, gli conferì in appannaggio il ducato di Vendôme ed anche il titolo di duca di Beaufort (1598), già creato per la madre Gabrielle.
Trascorse gran parte della sua vita a tessere intrighi contro Maria de' Medici prima e contro il fratellastro Luigi XIII. Implicato nella Cospirazione di Chalais, ordita ai danni del cardinale Richelieu e di Luigi XIII, fu imprigionato nel 1626 con il fratello Alessandro (1598 - 1629) nel castello di Vincennes, dal quale fu liberato quattro anni dopo per essere esiliato nei Paesi Bassi.
Tornato in Francia nel 1632, partecipò con il figlio Francesco alla Cabala degli Importanti. Mandato poi ancora in esilio, questa volta in Inghilterra, ritornò in Francia nel 1642.
Fu soltanto con il matrimonio del figlio Luigi, duca di Mercœur, con Laura Mancini, nipote del cardinale Mazarino, che si calmò e rimase fedele ad Anna d'Austria durante tutto il periodo della Fronda. Fu nominato Grand'ammiraglio di Francia nel 1651 e quattro anni dopo Sovrintendente alla Navigazione.
La sua salma si trova inumata nella chiesa di Saint Roch a Parigi.

## Matrimonio e discendenza
Cesare di Vendôme sposò la più ricca ereditiera di Francia di quei tempi, Francesca di Lorena (1592 – 1669), duchessa di Mercœur e contessa di Penthièvre, figlia di Filippo Emanuele di Lorena e di Maria di Lussemburgo e nipote della regina Luisa, vedova di Enrico III di Francia, che gli diede tre figli:
- Luigi (1612 – 1669), futuro 5º duca di Vendôme;
- Francesco (1616 – 1669), duca di Beaufort, detto il Re delle Halles;
- Elisabetta (1614 – 1664), detta  mademoiselle de Vendôme, andata sposa a Carlo Amedeo di Savoia-Nemours.

## Ascendenza
|                                    |                  |                               | Genitori                          |  |  | Nonni |  |  | Bisnonni                      |  |  | Trisnonni                   |  |
|                                    |                  |                               |                                   |  |  |       |  |  | Charles IV de Bourbon-Vendôme |  |  | François de Bourbon-Vendôme |  |
|                                    |                  |                               |                                   |  |  |       |  |  | Charles IV de Bourbon-Vendôme |  |  | François de Bourbon-Vendôme |  |
|                                    |                  | Marie de Luxembourg-Saint-Pol |                                   |  |  |       |  |  | Charles IV de Bourbon-Vendôme |  |  |                             |  |
| Antoine de Bourbon-Vendôme         |                  |                               |                                   |  |  |       |  |  | Charles IV de Bourbon-Vendôme |  |  |                             |  |
|                                    |                  | Françoise d'Alençon           | René d'Alençon                    |  |  |       |  |  |                               |  |  |                             |  |
|                                    |                  | Françoise d'Alençon           | René d'Alençon                    |  |  |       |  |  |                               |  |  |                             |  |
|                                    |                  | Françoise d'Alençon           | Marguerite de Lorraine-Vaudémont  |  |  |       |  |  |                               |  |  |                             |  |
| Henri IV de France                 |                  | Françoise d'Alençon           |                                   |  |  |       |  |  |                               |  |  |                             |  |
|                                    |                  | Henri II de Navarre           | Jean III de Navarre               |  |  |       |  |  |                               |  |  |                             |  |
|                                    |                  | Henri II de Navarre           | Jean III de Navarre               |  |  |       |  |  |                               |  |  |                             |  |
|                                    |                  | Henri II de Navarre           | Catherine de Navarre              |  |  |       |  |  |                               |  |  |                             |  |
| Jeanne III de Navarre              |                  | Henri II de Navarre           |                                   |  |  |       |  |  |                               |  |  |                             |  |
|                                    |                  | Marguerite d'Angoulême        | Charles d'Angoulême               |  |  |       |  |  |                               |  |  |                             |  |
|                                    |                  | Marguerite d'Angoulême        | Charles d'Angoulême               |  |  |       |  |  |                               |  |  |                             |  |
|                                    |                  | Marguerite d'Angoulême        | Luisa di Savoia                   |  |  |       |  |  |                               |  |  |                             |  |
| César de Bourbon-Vendôme           |                  | Marguerite d'Angoulême        |                                   |  |  |       |  |  |                               |  |  |                             |  |
|                                    | Jean I d'Estrées | Antoine d'Estrées             |                                   |  |  |       |  |  |                               |  |  |                             |  |
|                                    | Jean I d'Estrées | Antoine d'Estrées             |                                   |  |  |       |  |  |                               |  |  |                             |  |
|                                    | Jean I d'Estrées | Jeanne de La Cauchie          |                                   |  |  |       |  |  |                               |  |  |                             |  |
| Antoine d'Estrées                  | Jean I d'Estrées |                               |                                   |  |  |       |  |  |                               |  |  |                             |  |
|                                    |                  | Catherine de Bourbon-Vendôme  | Jacques de Bourbon-Ligny          |  |  |       |  |  |                               |  |  |                             |  |
|                                    |                  | Catherine de Bourbon-Vendôme  | Jacques de Bourbon-Ligny          |  |  |       |  |  |                               |  |  |                             |  |
|                                    |                  | Catherine de Bourbon-Vendôme  | Jeanne de Rubempré                |  |  |       |  |  |                               |  |  |                             |  |
| Gabrielle d'Estrées                |                  | Catherine de Bourbon-Vendôme  |                                   |  |  |       |  |  |                               |  |  |                             |  |
|                                    |                  | Jean Babou de La Bourdaisère  | Philibert Babou de La Bourdaisère |  |  |       |  |  |                               |  |  |                             |  |
|                                    |                  | Jean Babou de La Bourdaisère  | Philibert Babou de La Bourdaisère |  |  |       |  |  |                               |  |  |                             |  |
|                                    |                  | Jean Babou de La Bourdaisère  | Marie Gaudin                      |  |  |       |  |  |                               |  |  |                             |  |
| Françoise Babou de La Bourdaisière |                  | Jean Babou de La Bourdaisère  |                                   |  |  |       |  |  |                               |  |  |                             |  |
|                                    |                  | Françoise Robertet            | Florimond Robertet                |  |  |       |  |  |                               |  |  |                             |  |
|                                    |                  | Françoise Robertet            | Florimond Robertet                |  |  |       |  |  |                               |  |  |                             |  |
|                                    |                  | Françoise Robertet            | Michelle Gaillard                 |  |  |       |  |  |                               |  |  |                             |  |
|                                    |                  | Françoise Robertet            |                                   |  |  |       |  |  |                               |  |  |                             |  |